# Paul Van Der Niepen
Paul Van Der Niepen (Iddergem, 13 juni 1926 - Denderleeuw, 28 februari 2010) was een Belgische politicus voor de SP. Hij was parlementslid en burgemeester van Denderleeuw.

## Biografie
De vader van Paul Van Der Niepen, Frans, was spoorwegbeambte, was actief bij de socialisten in Denderleeuw en stond er in 1932 op de socialistisch lijst voor de gemeenteraadsverkiezingen. Ook Paul Van Der Niepen was in zijn jeugd al actief in de socialistische beweging. Hij studeerde Latijn-Grieks en behaalde zijn diploma tijdens de Tweede Wereldoorlog. Hij werkte na de oorlog een paar jaar als beambte bij de staatsveiligheid. De volgende decennia was hij beroepsmatig actief in Aalst. Tot 1962 werkte hij er bij de Rijkshogere Handelsschool, onder meer als secretaris en studiemeester. Daarna werkte hij er tot 1976 in het Koninklijk Atheneum als internaatbeheerder.
Ondertussen bleef hij erg actief binnen de socialistische zuil, waarbinnen hij bestuurslid, mede-oprichter of medewerker was van talrijke organisaties in de omgeving van Aalst en Denderleeuw. Zo was hij een tijd voorzitter van het gewest Denderleeuw van de Bond Moyson en bestuurslid van de Denderleeuwse afdeling van de ACOD. Hij werd ook bestuurslid van de BSP-afdeling van Denderleeuw.
In 1952 stond hij in Denderleeuw op de verkiezingslijsten, maar hij werd niet verkozen. Bij de gemeenteraadsverkiezingen van 1958 raakte hij wel verkozen en hij werd meteen eerste schepen onder burgemeester en partijgenoot Armand De Pelsmaeker. In 1964 werd hij herkozen en bleef hij schepen. Toen in 1968 De Pelsmaeker overleed bij een auto-ongeval, volgde Van Der Niepen hem op als burgemeester van Denderleeuw. Na de volgende verkiezingen bleef hij burgemeester en dit tot de gemeentelijke fusies van 1977, toen Iddergem en Welle bij Denderleeuw werden gevoegd.
Voor de gemeenteraadsverkiezingen van 1976 was het tot een onenigheid gekomen binnen de socialistische partij in Denderleeuw. Partijlid Raymond Van Isterdael had in de verkiezingen van 1971 meer dan 2000 stemmen gehaald, wat wel nog een 300-tal minder was dan Van Der Niepen. Het kwam tot een afscheuring en in 1976 trok Van Isterdael met zijn eigen Sociale Lijst naar de verkiezingen. De lijst van Van Der Niepen behaalde wel de meeste zetels, maar Van Isterdael kon een coalitie vormen met de CVP en de Volksunie en zo werd Van Der Niepen naar de oppositie verwezen.
Van Der Niepen ging al gauw in de nationale politiek aan de slag. Reeds eind 1976 volgde hij Bert Van Hoorick op als lid van de Kamer van volksvertegenwoordigers voor het arrondissement Aalst. Ook in de verkiezingen van 1977 en 1978 raakte hij opnieuw verkozen. Hij bleef volksvertegenwoordiger tot de verkiezingen van 1981. Daarna zetelde hij van 1981 tot 1987 als rechtstreeks gekozen senator in de Senaat.
In de periode november 1976-oktober 1980 zetelde hij als gevolg van het toen bestaande dubbelmandaat ook in de Cultuurraad voor de Nederlandse Cultuurgemeenschap, die op 7 december 1971 werd geïnstalleerd. Vanaf 21 oktober 1980 tot december 1987 was hij lid van de Vlaamse Raad, de opvolger van de Cultuurraad en de voorloper van het huidige Vlaams Parlement. 
Ondertussen was in 1982 in de gemeenteraadsverkiezingen Van Der Niepen weer opgekomen met de SP-lijst als concurrent van Van Isterdael. Tijdens de daaropvolgende legislatuur kwam het tot een verzoening tussen de twee socialistische lijsten, die zo de meerderheid haalden in de gemeenteraad. Van Der Niepen bleef tot 1988 gemeenteraadslid.